# Cranioleuca muelleri
A Cranioleuca muelleri a madarak (Aves) osztályának verébalakúak (Passeriformes) rendjébe és a fazekasmadár-félék (Furnariidae) családjába tartozó faj.

## Rendszerezése
A fajt Carl Eduard Hellmayr osztrák ornitológus írta le 1911-ben, a Siptornis nembe Siptornis mülleri néven.

## Előfordulása
Dél-Amerika északi részén, Brazília területén, az Amazonas-medencében honos. Természetes élőhelyei a szubtrópusi és trópusi síkvidéki mocsári erdők. Állandó nem vonuló faj.

## Megjelenése
Testhossza 15 centiméter, testtömege 14-15 gramm.

## Életmódja
Ízeltlábúakkal táplálkozik.

## Természetvédelmi helyzete
Az elterjedési területe nagyon nagy, egyedszáma ugyan csökken, de még nem éri el a kritikus szintet. A Természetvédelmi Világszövetség Vörös listáján nem fenyegetett fajként szerepel.